# 林菲滿
林菲滿（1955年8月12日—），字子謙，生於台灣宜蘭，台灣書畫家。曾任公職於台北市立兒童育樂中心，擔任民俗工作，於1978年始學習書畫，1993年開始於公家單位教授國畫、書法。
多次參加國內外聯展，兩岸書畫交流，作品獲兩岸機關團體收藏，又赴上海、江蘇、貴州、河南、甘肅、天津、北京等兩岸藝術文化交流。2019年受重慶博物館之邀參加渝台書畫家作品聯展，作品獲白鶴梁水下博物館收藏。
20世紀90年代開始接觸陶瓷書畫，將書法與繪畫融入彩瓷，也以自我挑戰的精神，創作了系列陶瓷雕刻書法繪畫作品。

## 生平
林菲滿出生於宜蘭。出社會後到台北工作，曾在院台北市立婦幼醫院(現在為：臺北市立聯合醫院和平婦幼院區)服務，在2010年轉職於台北市立兒童育樂中心(現在為：兒童新樂園)，並在育樂股擔任活動策畫執行的工作。在職期間仍創作與學習，吸引許多熱愛書畫的學生，同時其熱情受到院方的肯定，於1995年在台北市政府聯合醫院舉辦林菲滿師生書畫展，從此展覽活動不間斷，讓林老師將工作以外的時間，完全沉浸在書畫的世界。退休後，全心投入書畫，並融入生活之中。

## 書畫界任職
- 台灣女書法家副理事長
- 中華書道學會副理事長
- 中華婦女書會前會長
- 中國畫學研究會前祕書長
- 萬華社區大學彩墨畫教師十年
- 中華文創學會會員
- 中華新聞記者協會會員
- 中華台隴促進會會員
- 臺灣貴州經貿文教交流協會會員
- 台北市宜蘭同鄉會會員
- 采采隱地書畫老師
- 采采豪禮駐站藝術家

## 書畫經歷
- 2024年『戀戀吾鄉』林菲滿回鄉宜蘭書畫個展 蘭燈空間
- 2024年『墨遊采采』以毛筆讀文學 書法文學課程學員聯展
- 2023年『中華書道學會』國父紀念堂 2023名家邀請暨會員聯展
- 2020年『人間芳菲 林菲滿書畫展』文大推廣部大夏藝廊作品大展
- 2019年『毫端逸趣。塵外禪風』中正紀念堂台灣女書法家學會及海外書法家作品大展
- 2019年『翰墨風神』臺華窯名家書法瓷刻創作聯展
- 2019年『中國畫學研究會』臺北市議會、花蓮文化局聯展
- 2019年『別放生了我的愛』JRVS 新曲標題設計
- 2019年『中華書道學會』國父紀念館會會員聯展
- 2019年『中華新聞記者協會』國父紀念館會員聯展
- 2019年『重慶博物館』兩岸名家書畫展
- 2019年『天津盛璽美術館』兩岸名家書畫展
- 2019年『中華婦女書會』國軍文藝中心會員聯展
- 2018年 臺華窯彩瓷聯展
- 2017年『墨舞乾坤 』中正紀念堂台灣女書法家學會及海外書法家作品大展
- 2016年『彩藝瞬間 』臺華窯藝友彩瓷作品聯展
- 2015年『明媚風光』臺華窯女性彩瓷作品聯展
- 2015年『梅菲色五』文化大學華夏藝廊五人書畫彩瓷聯展
- 2014年『又見繽紛』文化大學華夏藝廊彩瓷雙個展
- 2013年『華山基金會義賣』宜蘭站幫助獨居老人購到宅車
- 2013年『彩瓷藝友』桃園文化中心六人展
- 2012年『繽紛舞后』文化大學華夏藝廊彩瓷雙個展
- 2011年『墨扇飄香』書畫個展
- 2009年『已丑年–牛牽到圓山』書畫個展
- 2007年『水滴瓷繪展』文房彩瓷書畫個展
- 2002年第四屆中國書法春秋大賽創意組特優獎
- 2001年第三屆中國書法春秋大賽創意組優等獎
- 2000年南山小集國軍文藝活動中心八人聯展
- 1999年台北市政府聯合醫院林菲滿師生書畫展
- 1998年台北市政府聯合醫院書畫個展
- 1995年台北市政府聯合醫院林菲滿師生書畫展

## 相關報導
- 百幅书画名家作品 北市议会盛大展出精彩纷呈[]，西南新聞網2019年10月27日*1.林菲滿墨扇獻愛 助華山購到宅車，宜蘭新聞2013年6月29日
- 第三屆海峽兩岸青少年書畫展隆重揭幕。[永久]，民權電子報2019年10月15日
- 白鹤梁水下博物馆收藏国画家吴欐樱，林菲满画作[永久]，凤凰新媒体2019年6月26日
- 白鹤梁水下博物馆收藏国画家吴欐樱、林菲满画作 （页面存档备份，存于），n. 搜狐2019年6月26日
- 此生不虛2019中華婦女書會展 （页面存档备份，存于），公視PeoPo 2019年3月11日
- （页面存档备份，存于） 墨舞乾坤｜書香文采藝術氣場[臺灣女書法家學會 暨海外書家作品大展，土撥鼠伸展台2017年11月21日
- 【台北。梅菲色五展覽】水墨書法彩瓷一次看個夠 （页面存档备份，存于），NANAの日和生活2014年9月20日
- 首屆海峽兩岸女書法家作品大展[永久]，國立臺南生活美學館2014年2月8日
- 墨扇献爱 关怀独居老人，中時電子報2013年6月29日
- 桃园市长苏家明艺文中心欣赏陶瓷之美 （页面存档备份，存于），大紀元2013年1月16日
- 欣賞陶瓷之美　市長蘇家明前往藝文中心 （页面存档备份，存于），蕃薯藤新聞2013年1月16日
- 繽紛舞后－曾梅香‧林菲滿 彩瓷雙人展，中國文化大學教育推廣部2012年3月17日
- 兒育中心—文房四寶‧墨扇飄香展，美美網旅遊新聞2011年9月13日